# Franz von Dingelstedt
Franz von Dingelstedt, né le 30 juin 1814 à Halsdorf et mort le 15 mai 1881 à Vienne, est un poète et dramaturge allemand.

## Biographie
Franz von Dingelstedt naît le 30 juin 1814 à Halsdorf.
Après avoir étudié à l'université de Marbourg où il devient membre du Corps Schaumburgia (de) et du Corps Guestphalia (de), il devient en 1836 maître au lycée Frédéric de Cassel (de), d'où il est transféré à Fulda en 1838. En 1839, il publie un roman, Unter der Erde, qui obtient un succès considérable, et en 1841, il publie le livre par lequel il est le plus connu, les Lieder eines kosmopolitischen Nachtwächters. Ces poèmes, animés comme ils le sont par un esprit d'opposition amère à tout ce qui a la saveur du despotisme, constituent une contribution efficace à la poésie politique de l'époque. La popularité de cet ouvrage incite Franz von Dingelstedt à embrasser une carrière littéraire et, en 1841, il obtient un poste au sein de l' Augsburger allgemeine Zeitung. En 1843, cependant, le satiriste des princes allemands accepte, à la surprise générale, la nomination de bibliothécaire privé du roi de Wurtemberg, et la même année, il épouse la célèbre chanteuse d'opéra bohémienne, Jenny Lutzer. En 1845, il publie un volume de poèmes, dont certains, traitant de la vie moderne, possèdent un grand mérite littéraire plutôt que strictement poétique. Un recueil ultérieur, publié en 1852, attire peu l'attention. Le succès de sa tragédie Das Haus der Barneveldt (1850) lui vaut d'être nommé intendant du théâtre de la cour à Munich, où il devient rapidement le centre de la société littéraire. Il s'attire cependant l'animosité de la clique des jésuites de la cour et, en 1856, il est soudainement renvoyé pour les motifs les plus futiles. Un poste similaire lui est offert à Weimar grâce à l'influence de Liszt, et il y reste jusqu'en 1867. Son administration est couronnée de succès et il se distingue particulièrement en présentant sur scène toutes les pièces historiques de Shakespeare dans un cycle ininterrompu. En 1867, il devient directeur de l'opéra de la cour de Vienne et, en 1872, du Hofburgtheater, poste qu'il occupe jusqu'à sa mort, le 15 mai 1881. Parmi ses autres œuvres, on peut noter une esquisse autobiographique de sa carrière munichoise, intitulée Münchener Bilderbogen (1879), Die Amazone, un roman d'art d'un mérite considérable (1869), la traduction de plusieurs comédies de Shakespeare, et plusieurs écrits traitant de questions de dramaturgie pratique. Il est anobli en 1867 par le roi de Bavière et est fait Freiherr en 1876 par l'empereur d'Autriche.
Franz von Dingelstedt est inhumé aux côtés de son épouse au cimetière central de Vienne et sa statue de marbre, plus grande que nature, est installée dans le nouveau Burgtheater.